# Área 51
A instalação da Força Aérea dos Estados Unidos conhecida geralmente como a Área 51 é um destacamento remoto da Base Aérea de Edwards, dentro da Área de Teste e Treinamento de Nevada. De acordo com a Agência Central de Inteligência (CIA), os nomes corretos para a instalação são Aeroporto Homey (ICAO: KXTA) e Lago Groom, embora o nome "Área 51" seja usado em um documento da CIA da Guerra do Vietnã. O espaço aéreo de uso especial em torno do campo é referido como Área Restrita 4808 Norte (R-4808N).
O objetivo principal atual da base é publicamente desconhecido; contudo, com base em evidências históricas, ela provavelmente apoia o desenvolvimento e teste de aeronaves experimentais e sistemas de armas (projetos negros). O intenso sigilo em torno da base a tornou tema frequente de teorias de conspiração e um componente central para o folclore que envolve objetos voadores não identificados (OVNIs). Embora a base nunca tenha sido declarada como secreta, todas as pesquisas e ocorrências na área são informações confidenciais. Em julho de 2013, após um pedido do Freedom of Information Act (FOIA) arquivado em 2005, a CIA reconheceu publicamente a existência da base pela primeira vez, ao detalhar a história e a finalidade da instalação.
A Área 51 está localizada no condado de Lincoln na parte sul de Nevada, no oeste dos Estados Unidos, 134 km ao noroeste de Las Vegas. Situado no seu centro, na margem sul do Lago Groom, está um grande aeródromo militar. O local foi adquirido pela força aérea de Estados Unidos em 1955, principalmente para o teste do voo do Lockheed U-2. A área em torno da Área 51, incluindo a pequena cidade de Rachel na "Estrada Extraterrestre", é um destino turístico popular.

## Geografia

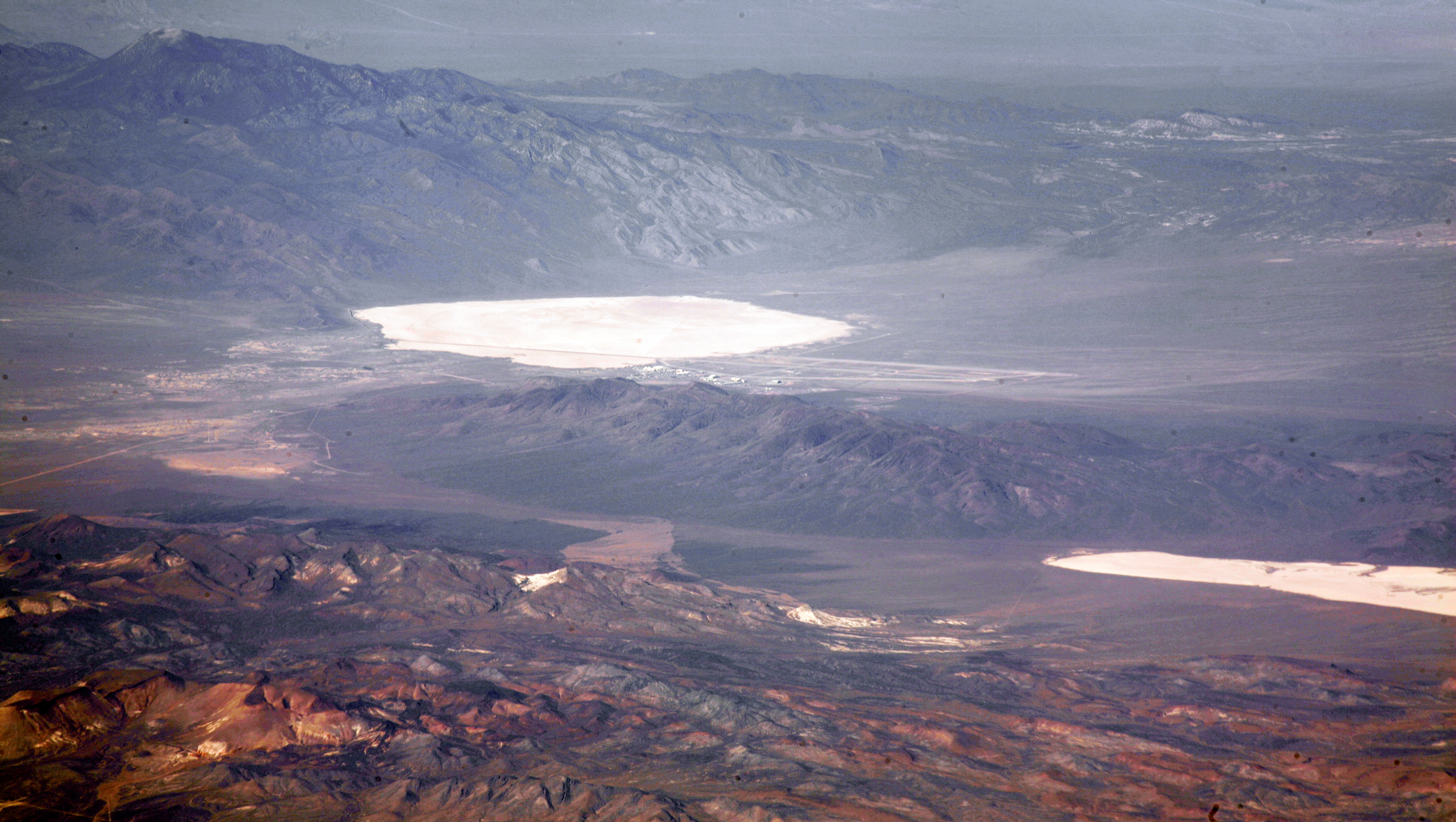
Vista aérea do complexo.

A base original retangular de 6 por 10 milhas (10 por 16 km) agora faz parte da chamada "caixa de Groom", uma área retangular de espaço aéreo restrito, medindo 23 por 25 milhas (37 por 40 km). A área está conectada à rede de estradas internas do Nevada Test Site (NTS), com estradas pavimentadas que levam ao sul até Mercury e ao oeste até Yucca Flat. Seguindo nordeste a partir do lago, a larga e bem conservada Groom Lake Road passa por uma passagem nas Jumbled Hills. A estrada costumava levar a minas na bacia de Groom, mas foi melhorada desde o fechamento delas. Seu trajeto sinuoso passa por um posto de controle de segurança, mas a área restrita ao redor da base se estende mais para o leste. Depois de sair da área restrita, a Groom Lake Road desce rumo leste até o vale de Tikaboo, passando pelas entradas de estradas de terra de várias pequenas fazendas antes de se encontrar com a State Route 375, a "Rodovia Extraterrestre", ao sul de Rachel.
A Área 51 faz fronteira com a região de Yucca Flat do Nevada Test Site, o local de 739 dos 928 testes nucleares conduzidos pelo Departamento de Energia dos Estados Unidos no NTS. O depósito de resíduos nucleares da Montanha Yucca está a sudoeste do Lago Groom.

### Lago Groom
O Lago Groom é uma planície salgada em Nevada usada como pistas de pouso do aeroporto Nellis Bombing Range Test Site (XTA/KXTA) ao norte da instalação militar da Força Aérea dos EUA conhecida como Área 51. Localizado dentro da porção do Vale do Lago Groom, que leva o mesmo nome, na Bacia de Tonopah, o lago fica a 25 milhas (40 km) ao sul de Rachel, Nevada.

## História
A origem do nome "Área 51" não é clara. Acredita-se que seja de uma rede de numeração da Comissão de Energia Atômica (AEC), embora a Área 51 não faça parte deste sistema; é adjacente à Área 15. Outra explicação é que o 51 foi usado porque era improvável que a AEC usasse o número.
Chumbo e prata foram descobertos na parte sul da Cordilheira do Groom em 1864, e a empresa inglesa Groome Lead Mines Limited financiou as Minas da Conceição na década de 1870, dando ao distrito seu nome (minas próximas incluíam Maria, Willow e White Lake). J. B. Osborne e seus sócios adquiriram o controle acionário da Groom em 1876, e o filho de Osbourne a adquiriu na década de 1890. A mineração continuou até 1918, depois retomada após a Segunda Guerra Mundial até o início da década de 1950.
O aeródromo na área do Lago Groom começou a operar em 1942 como Campo Auxiliar da Base Aérea de Indian Springs e consistia de duas pistas não pavimentadas de 1.524 metros.

### Programa U-2

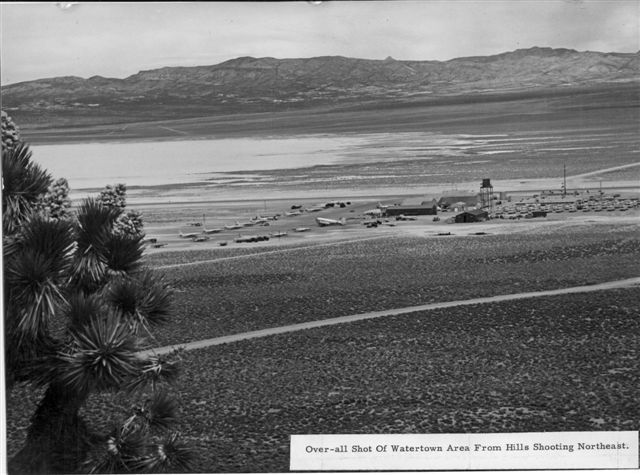
"O Rancho" com a linha de voo do U-2

A CIA estabeleceu a instalação de teste no Lago Groom em abril de 1955 para o Projeto AQUATONE: o desenvolvimento da aeronave de reconhecimento estratégico Lockheed U-2. O diretor do projeto, Richard M. Bissell Jr., entendeu que os programas de teste de voo e treinamento de pilotos não poderiam ser realizados na Base Aérea de Edwards ou nas instalações da Lockheed em Palmdale, dado o extremo sigilo em torno do projeto. Ele conduziu uma busca por um local de teste adequado para o U-2 sob a mesma segurança extrema que o resto do projeto.:25 Ele notificou a Lockheed, que enviou uma equipe de inspeção para Groom Lake. De acordo com o designer do Lockheed U-2, Kelly Johnson::26 
A gente sobrevoou e em trinta segundos, você sabia que aquele era o lugar [...] era bem perto de um lago seco. Homem vivo, olhamos para aquele lago, e todos nos olhamos. Era outro Edwards, então rodamos, pousamos naquele lago, taxiamos até uma extremidade dele. Era um campo de pouso natural perfeito [...] tão suave quanto uma mesa de bilhar sem que nada fosse feito com ele.
O leito do lago fez uma faixa ideal para testar aeronaves, e as cadeias de montanhas do Vale do Emigrante e o perímetro do NTS protegeram o local dos visitantes; era cerca de 100 mi (160 km) ao norte de Las Vegas. A CIA pediu à AEC para adquirir o terreno, designado "Área 51" no mapa, e adicioná-lo ao local de teste de Nevada.:56-57
Johnson nomeou a área de "Paradise Ranch" (Rancho Paraíso) para encorajar os trabalhadores a se mudarem para "a nova instalação no meio do nada", como a CIA descreveu mais tarde, e o nome foi abreviado para "o Rancho".:57 Em 4 de maio de 1955, uma equipe de pesquisa chegou ao Lago Groom e estabeleceu uma pista norte-sul de 5.000 pés (1.500 m) no canto sudoeste do leito do lago e designou um local para uma instalação de apoio de base. O Rancho inicialmente consistia em pouco mais do que alguns abrigos, oficinas e casas de trailers para abrigar sua pequena equipe. Pouco mais de três meses depois, a base consistia em uma única pista pavimentada, três hangares, uma torre de controle e acomodações rudimentares para o pessoal de teste. As poucas comodidades da base incluíam um cinema e uma quadra de vôlei. Havia também um refeitório, vários poços e tanques de armazenamento de combustível. O pessoal da CIA, da Força Aérea e da Lockheed começou a chegar em julho de 1955. O Rancho recebeu sua primeira entrega U-2 em 24 de julho de 1955 de Burbank em um avião de carga C-124 Globemaster II, acompanhado por técnicos da Lockheed em um Douglas DC-3. Os voos regulares do Serviço de Transporte Aéreo Militar foram estabelecidos entre a Área 51 e os escritórios da Lockheed em Burbank, Califórnia. Para preservar o sigilo, o pessoal voou para Nevada nas manhãs de segunda-feira e retornou à Califórnia nas noites de sexta-feira. :72

### Programa OXCART

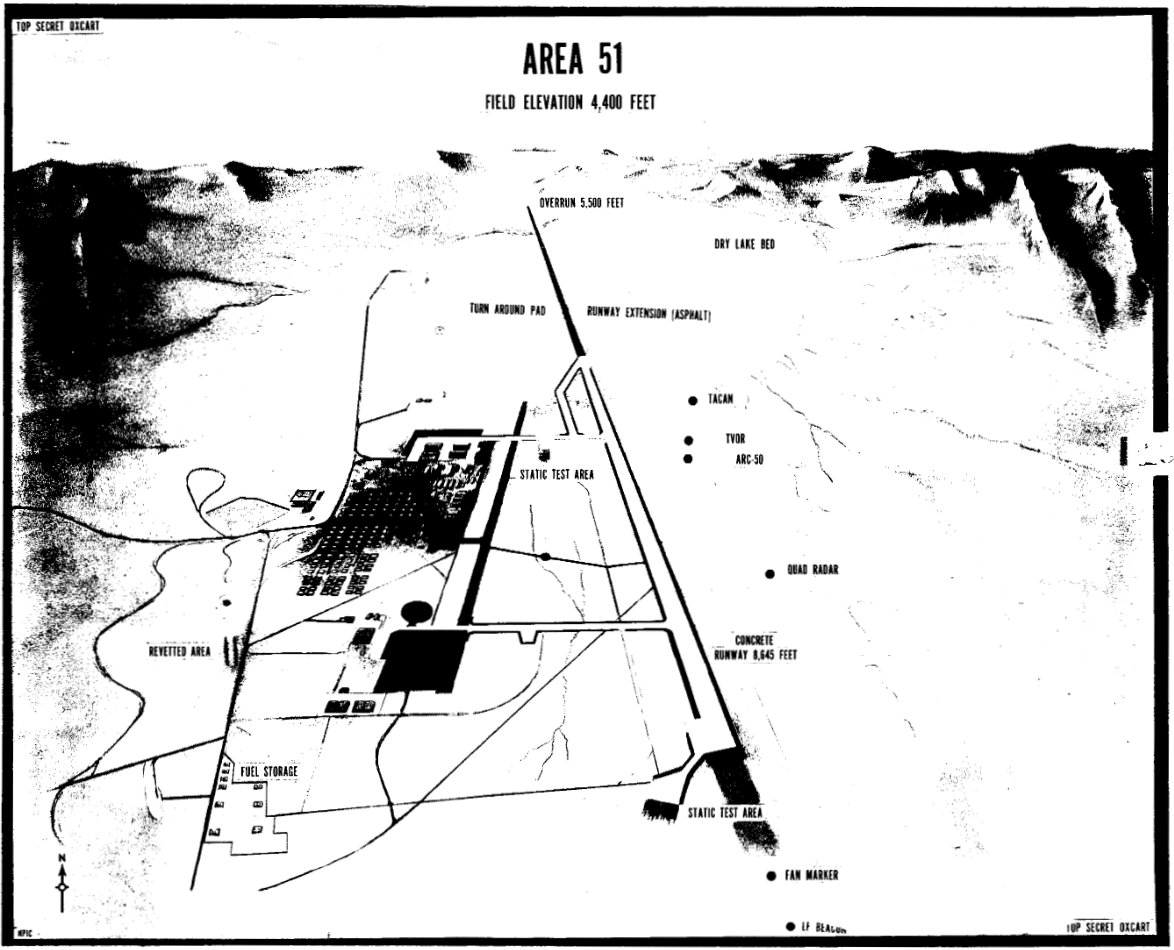
Um diagrama de 1966 da Agência Central de Inteligência (CIA) da Área 51, encontrado em um papel sem título, desclassificado, mostrando a ultrapassagem da pista para o OXCART (Lockheed A-12) e as áreas de retorno

O Projeto OXCART foi estabelecido em agosto de 1959 para "estudos antiradar, testes estruturais aerodinâmicos e projetos de engenharia" e todos os trabalhos posteriores no Lockheed A-12. Isso incluiu testes na base do Lago Groom, que tinha instalações inadequadas consistindo de edifícios para apenas 150 pessoas, uma pista de asfalto de 5.000 pés (1.500 m) e combustível limitado, hangar e espaço de loja.:58 Groom Lake recebeu o nome de "Área 51":59 quando a construção da instalação de teste A-12 começou em setembro de 1960, incluindo uma nova pista de 8.500 pés (2.600 m) para substituir a pista existente.
A Reynolds Electrical and Engineering Company (REECo) iniciou a construção do "Projeto 51" em 1 de outubro de 1960 com cronogramas de construção em turno duplo. O empreiteiro atualizou as instalações da base e construiu uma nova pista de 10.000 pés (3.000 m) (14/32) diagonalmente no canto sudoeste do leito do lago. Eles marcaram uma espiral de Arquimedes no lago seco de aproximadamente duas milhas de diâmetro, de modo que um piloto do A-12 que se aproximava do final da ultrapassagem pudesse abortar em vez de mergulhar na sálvia. Os pilotos da Área 51 chamaram-lhe "The Hook". Para pousos com vento cruzado, eles marcaram duas pistas de pouso não pavimentadas (pistas 9/27 e 03/21) no leito seco do lago.
Em agosto de 1961, a construção das instalações essenciais estava concluída; três hangares excedentes da Marinha foram erguidos no lado norte da base, enquanto o hangar 7 foi uma nova construção. Os hangares originais do U-2 foram convertidos em oficinas mecânicas e de manutenção. As instalações na área principal do acantonamento incluíam oficinas e edifícios para armazenamento e administração, uma loja, uma torre de controle, um quartel de bombeiros e habitação. A Marinha também contribuiu com mais de 130 unidades habitacionais duplex excedentes para instalações de ocupação de longo prazo. Edifícios mais antigos foram reparados, e instalações adicionais foram construídas conforme necessário. Uma lagoa de reservatório cercada por árvores servia como área de lazer a uma milha ao norte da base. Outras instalações recreativas incluíam um ginásio, um cinema e um diamante de beisebol. Uma área permanente de estoque de tanques de combustível de aeronaves foi construída no início de 1962 para o combustível especial exigido pelo A-12. Foram construídos sete tanques, com capacidade total de 1.320.000 galões.:58

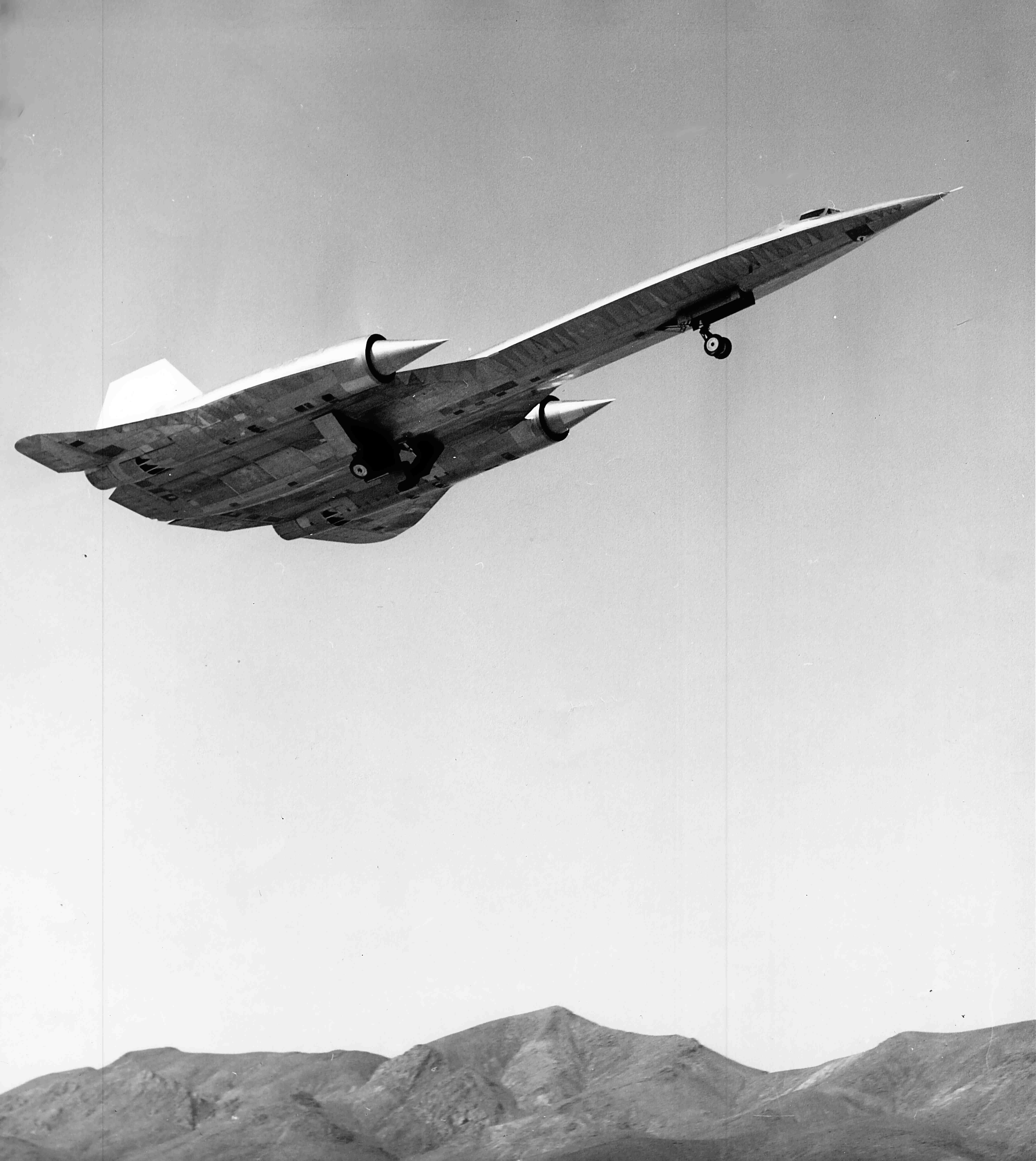
Um A-12 (60-6924) decola de Groom Lake durante um dos primeiros voos de teste, pilotado por Louis Schalk, em 26 de abril de 1962.

A segurança foi reforçada para a chegada da OXCART e a pequena mina foi fechada na bacia do Groom. Em janeiro de 1962, a Administração Federal de Aviação (FAA) expandiu o espaço aéreo restrito nas proximidades do Lago Groom, e o leito do lago tornou-se o centro de uma adição de 600 milhas quadradas à área restrita R-4808N.As instalações da CIA receberam oito F-101 Voodoos da USAF para treinamento, dois aviões de treinamento T-33 Shooting Star para voo de proficiência, um C-130 Hércules para transporte de carga, um U-3A para fins administrativos, um helicóptero para busca e salvamento e um Cessna 180 para uso de ligação, e a Lockheed forneceu um F-104 Starfighter para uso como um avião de perseguição.
A primeira aeronave de teste A-12 foi transportada secretamente de Burbank em 26 de fevereiro de 1962 e chegou a Groom Lake em 28 de fevereiro.:60 Ele fez seu primeiro voo em 26 de abril de 1962, quando a base tinha mais de 1.000 funcionários.:60-62 O espaço aéreo fechado acima do Lago Groom estava dentro do espaço aéreo da base aérea de Nellis, e os pilotos viram o A-12 de 20 a 30 vezes.:63-64 O Groom também foi o local do primeiro voo de teste de drone Lockheed D-21 em 22 de dezembro de 1964.:123

### Projeto D-21 Tagboard
Após a perda do U-2 de Gary Powers sobre a União Soviética, houve várias discussões sobre o uso do A-12 OXCART como um drone não pilotado. Embora Kelly Johnson tenha vindo a apoiar a ideia de reconhecimento de drones, ele se opôs ao desenvolvimento de um drone A-12, alegando que a aeronave era muito grande e complexa para tal conversão. No entanto, a Força Aérea concordou em financiar o estudo de um drone de alta velocidade e altitude em outubro de 1962. O interesse da Força Aérea parece ter levado a CIA a agir, o projeto designado "Q-12". Em outubro de 1963, o projeto do drone foi finalizado. Ao mesmo tempo, o Q-12 passou por uma mudança de nome. Para separá-lo dos outros projetos baseados no A-12, foi rebatizado de "D-21". (O "12" foi revertido para "21"). "Tagboard" era o codinome do projeto.:121
O primeiro D-21 foi concluído na primavera de 1964 pela Lockheed. Após mais quatro meses de checkouts e testes estáticos, a aeronave foi enviada para Groom Lake e remontada. Ele deveria ser transportado por um derivado de dois assentos do A-12, designado "M-21". Quando o D-21/M-21 chegasse ao ponto de lançamento, o primeiro passo seria explodir as tampas de entrada e escape do D-21. Com o D-21/M-21 na velocidade e altitude corretas, o LCO iniciaria o ramjet e os outros sistemas do D-21. "Com os sistemas do D-21 ativados e funcionando, e a aeronave de lançamento no ponto correto, o M-21 começaria um leve pushover, o LCO apertaria um botão final e o D-21 sairia do pilão".:121
As dificuldades foram abordadas ao longo de 1964 e 1965 em Groom Lake com vários problemas técnicos. Os voos cativos mostraram dificuldades aerodinâmicas imprevistas. No final de janeiro de 1966, mais de um ano após o primeiro voo em cativeiro, tudo parecia pronto. O primeiro lançamento do D-21 foi feito em 5 de março de 1966 com um voo bem-sucedido, com o D-21 voando 120 milhas com combustível limitado. Um segundo voo D-21 foi bem-sucedido em abril de 1966 com o drone voando 1.200 milhas, atingindo Mach 3.3 e 90.000 pés. Um acidente em 30 de julho de 1966 com um D-21 totalmente abastecido, em um voo de checkout planejado, sofreu com um desligamento do drone após sua separação, fazendo com que ele colidisse com a aeronave de lançamento M-21. Os dois tripulantes ejetaram e pousaram no oceano a 150 milhas da costa. Um membro da tripulação foi apanhado por um helicóptero, mas o outro, tendo sobrevivido à quebra e ejeção da aeronave, morreu afogado quando a água do mar entrou em seu traje de pressão. Kelly Johnson cancelou pessoalmente todo o programa, tendo sérias dúvidas sobre sua viabilidade desde o início. Vários D-21 já haviam sido produzidos e, em vez de descartar todo o esforço, Johnson novamente propôs à Força Aérea que eles fossem lançados de um bombardeiro B-52H.:125
No final do verão de 1967, o trabalho de modificação do D-21 (agora designado D-21B) e do B-52Hs estava completo. O programa de testes já pode ser retomado. As missões de teste foram voadas para fora do Lago Groom, com os lançamentos reais sobre o Pacífico. O primeiro D-21B a ser voado foi o Artigo 501, o protótipo. A primeira tentativa foi feita em 28 de setembro de 1967 e terminou em completo fracasso. Quando o B-52 estava voando em direção ao ponto de lançamento, o D-21B caiu do pilão. O B-52H deu uma guinada brusca quando o drone se soltou. O propulsor disparou e foi "uma visão do chão". A falha foi atribuída a uma porca descascada no ponto de fixação dianteiro direito no pilão. Vários outros testes foram feitos, nenhum dos quais obteve sucesso. No entanto, o fato é que a retomada dos testes D-21 ocorreu em um contexto de reconhecimento em mudança. O A-12 tinha finalmente sido autorizado a implantar, e o SR-71 logo iria substituí-lo. Ao mesmo tempo, novos desenvolvimentos na tecnologia de satélites de reconhecimento estavam em fase de operação. Até este ponto, o número limitado de satélites disponíveis restringia a cobertura à União Soviética. Uma nova geração de satélites de reconhecimento iria poder em breve cobrir alvos em qualquer lugar do mundo. A resolução dos satélites seria comparável à dos aviões, mas sem o menor risco político.:129
Vários outros voos de teste, incluindo dois sobre a China, foram feitos a partir da Base Aérea de Beale, Califórnia, em 1969 e 1970, com diferentes graus de sucesso. Em 15 de julho de 1971, Kelly Johnson recebeu um telegrama cancelando o programa D-21B. Os demais drones foram transferidos por um C-5A e colocados em depósito morto. O ferramental usado para construir os D-21Bs foi mandado destruir. Assim como o A-12 Oxcart, os drones D-21B Tagboard permaneceram como um avião preto, mesmo na aposentadoria. Sua existência não foi suspeitada até agosto de 1976, quando o primeiro grupo foi colocado em armazenamento no Centro de Armazenamento e Disposição Militar da Base Aérea de Davis-Monthan. Um segundo grupo chegou em 1977. Eles foram rotulados como "GTD-21Bs". (GT significa treinamento de solo).:132

## Situação jurídica

### Posições do governo dos EUA sobre a Área 51

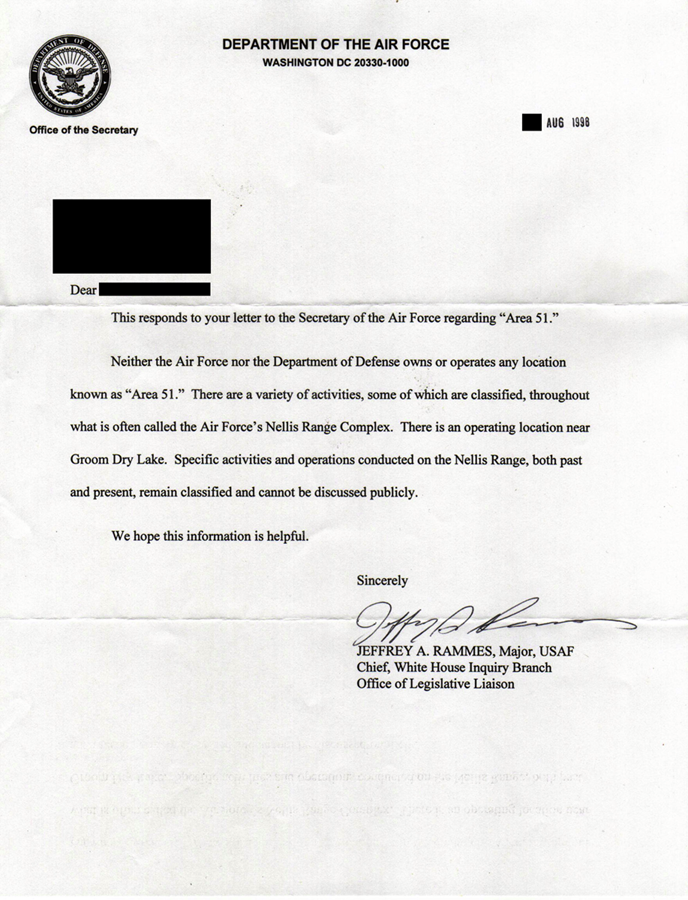
Carta de 1998 da Força Aérea dos EUA respondendo a um questionamento sobre a Área 51

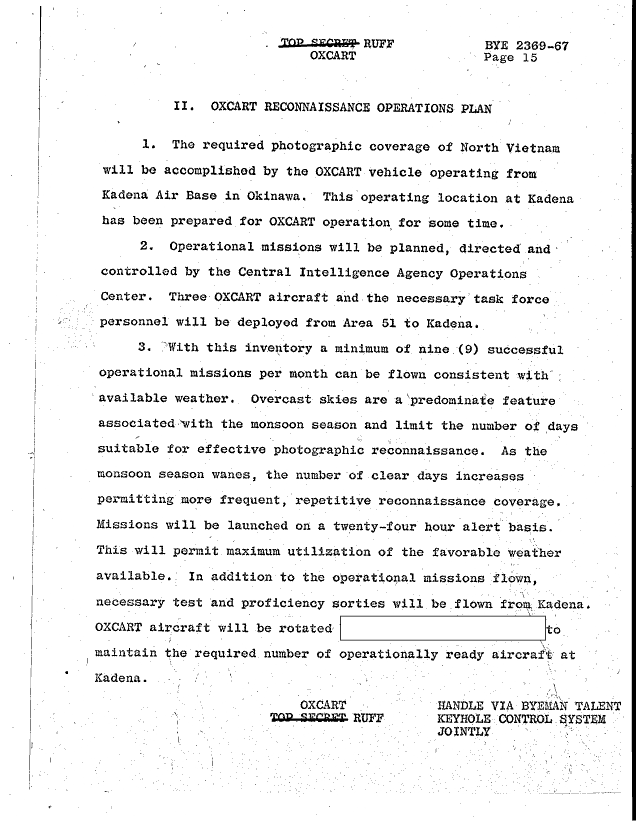
Documento da CIA datado de 1967 se referindo a Área 51

O governo dos Estados Unidos forneceu informações mínimas sobre a Área 51. A área ao redor do lago está permanentemente fora dos limites para o tráfego aéreo civil e militar normal. As autorizações de segurança são verificadas regularmente; câmeras e armamentos não são permitidos. Mesmo os pilotos militares que treinam na NAFR correm o risco de ação disciplinar se se desviarem para a "caixa" excludente que cerca o espaço aéreo de Groom. A vigilância é complementada usando sensores de movimento enterrados.  A Área 51 é um destino comum para Janet, uma pequena frota de aeronaves de passageiros operadas em nome da Força Aérea para transportar pessoal militar, principalmente do Aeroporto Internacional Harry Reid.
O mapa topográfico do Serviço Geológico dos Estados Unidos (USGS) para a área mostra apenas a Mina do Groom desativada. Uma carta da aviação civil publicada pelo Departamento de Transportes de Nevada mostra uma grande área restrita, definida como parte do espaço aéreo restrito da base aérea de Nellis. O Atlas Nacional mostra a área como estando dentro da Base Aérea de Nellis.
Em 1998, a Força Aérea dos Estados Unidos reconheceu oficialmente a existência do local. Em junho de 2013, a CIA divulgou uma história oficial do projeto U2 que reconheceu que o U-2 foi testado na Área 51, em resposta a um pedido da Lei de Liberdade de Informação apresentado em 2005 pelo Arquivo de Segurança Nacional.

### Ação judicial ambiental
Em 1994, cinco empreiteiros civis não identificados e as viúvas dos empreiteiros Walter Kasza e Robert Frost processaram a Força Aérea e a Agência de Proteção Ambiental dos Estados Unidos (EPA). Eles alegaram que estavam presentes quando grandes quantidades de produtos químicos desconhecidos foram queimados em covas abertas e trincheiras em Groom. Os bioquímicos da Universidade Rutgers analisaram biópsias dos queixosos e encontraram altos níveis de dioxina, dibenzofurano e tricloroetileno em sua gordura corporal. Os queixosos alegaram que tinham sofrido lesões na pele, fígado e doenças respiratórias devido ao seu trabalho na Groom e que isso tinha contribuído para as mortes de Frost e Kasza. A ação buscava indenização pelos ferimentos, alegando que a Força Aérea havia manipulado ilegalmente materiais tóxicos e que a EPA havia falhado em seu dever de fazer cumprir a Lei de Conservação e Recuperação de Recursos, que rege o manuseio de materiais perigosos. Eles também buscaram informações detalhadas sobre os produtos químicos, esperando que isso facilitasse o tratamento médico dos sobreviventes.
O governo invocou o Privilégio dos Segredos de Estado e pediu ao juiz distrital Philip Pro que não permitisse a divulgação de documentos confidenciais ou o exame de testemunhas secretas, alegando que isso exporia informações confidenciais e ameaçaria a segurança nacional. O juiz Pro rejeitou o argumento do governo, então o presidente Bill Clinton emitiu uma determinação presidencial isentando o que chamou de "local operacional da Força Aérea perto de Groom Lake, Nevada" das leis de divulgação ambiental. Consequentemente, a Pro julgou a ação improcedente por falta de provas. Turley recorreu ao Tribunal de Apelações dos EUA para o Nono Circuito alegando que o governo estava abusando de seu poder de classificar material. A secretária da Força Aérea, Sheila E. Widnall, apresentou um documento no qual afirma que as divulgações dos materiais presentes no ar e na água perto de Groom "podem revelar capacidades operacionais militares ou a natureza e o escopo de operações classificadas". O Nono Circuito rejeitou o recurso de Turley, e a Suprema Corte recusou a ouvi-lo, encerrando o caso.

## Identificação da aviação civil

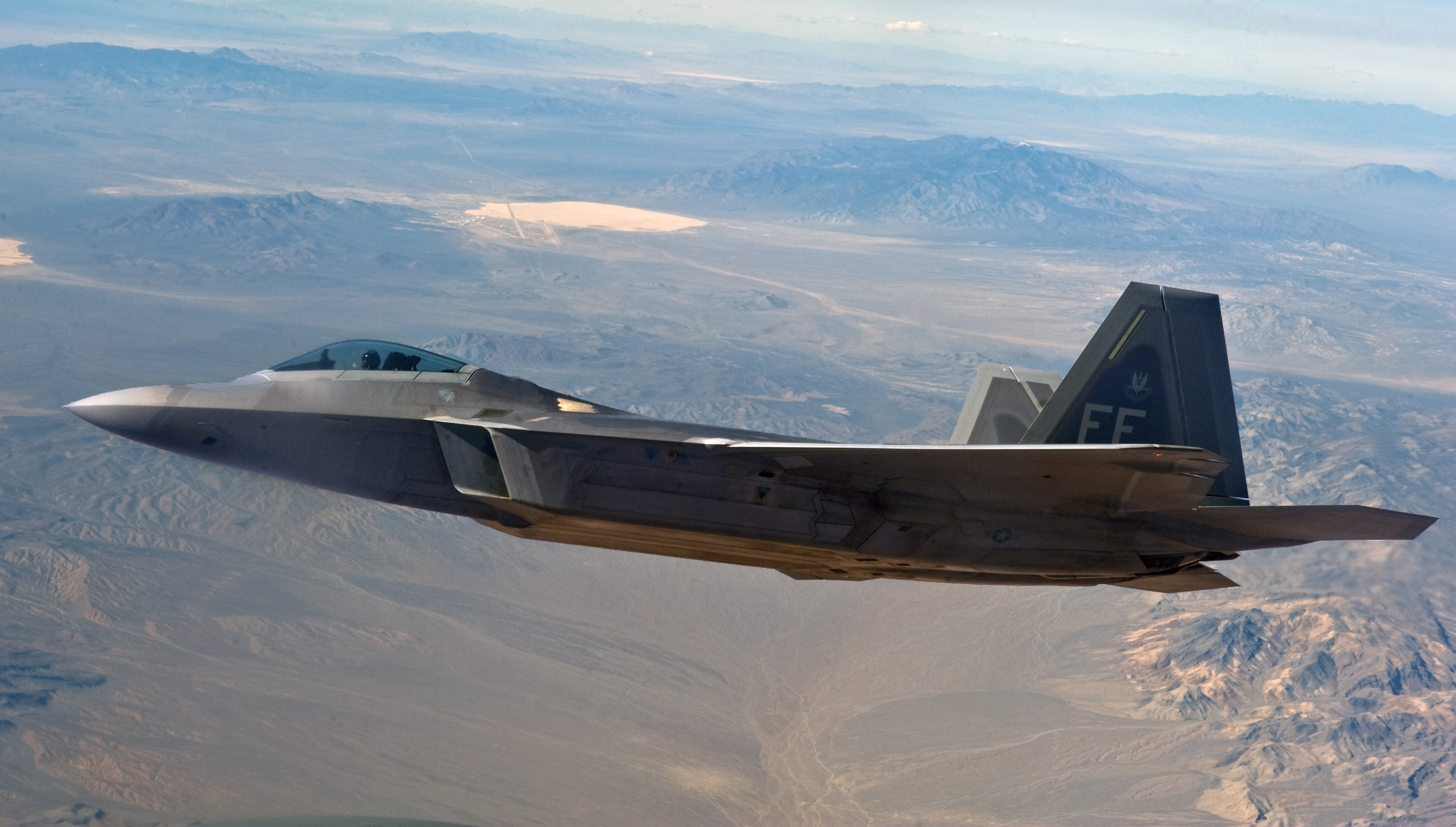
Um F-22 sobrevoando a região da Área 51.

Em dezembro de 2007, os pilotos de avião perceberam que a base havia aparecido nas últimas revisões do banco de dados Jeppesen de seus sistemas de navegação de aeronaves, com o código identificador do aeroporto ICAO de KXTA e listado como "Aeroporto Homey". A provável divulgação inadvertida dos dados do aeroporto levou à recomendação pela Associação de Proprietários e Pilotos de Aeronaves (AOPA) de que os estudantes pilotos fossem explicitamente avisados sobre KXTA, para não considerá-lo como um ponto de passagem ou destino para nenhum voo, mesmo que agora ele apareça em bancos de dados públicos de navegação.

## Na cultura popular

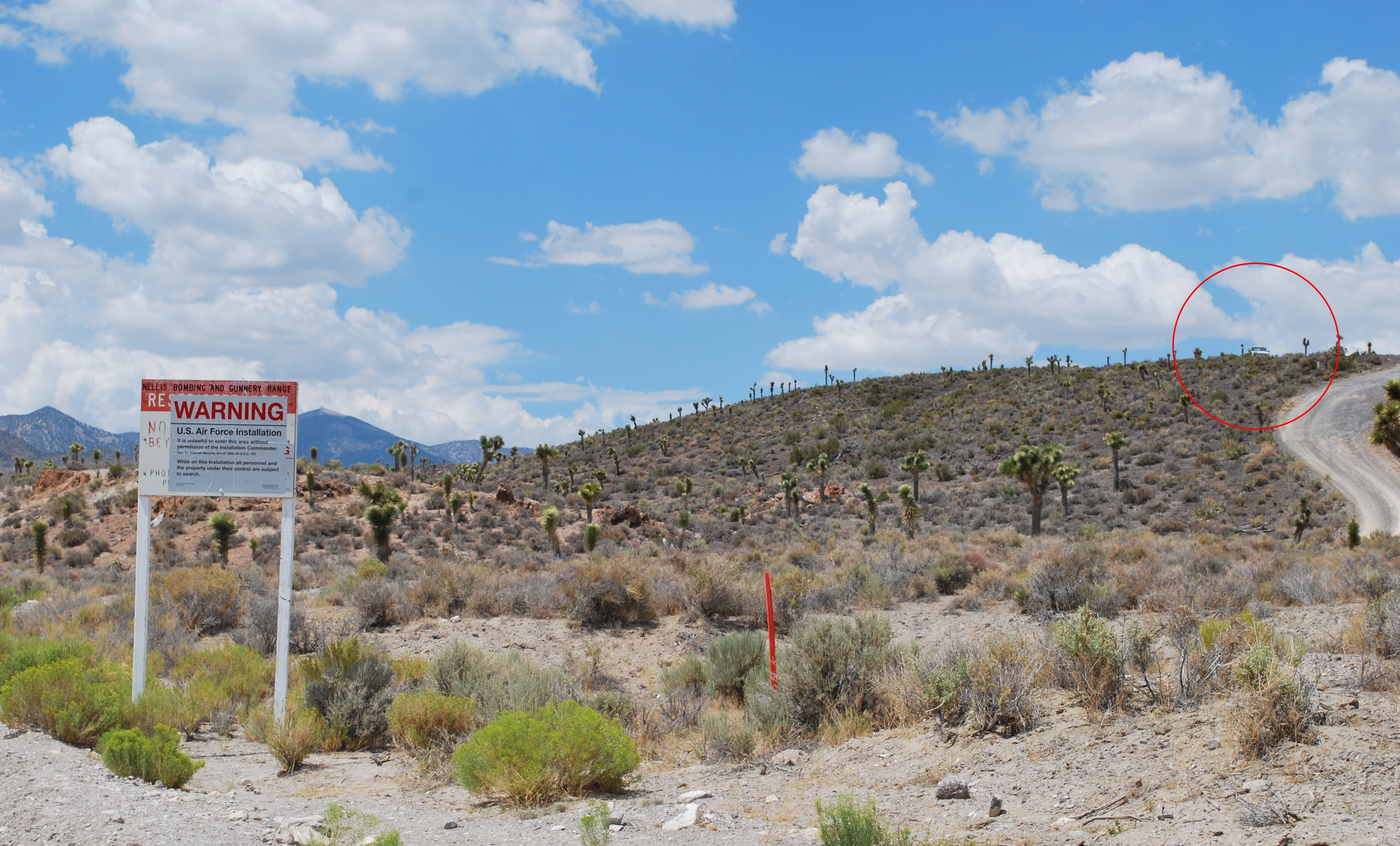
Uma das entradas da Área 51

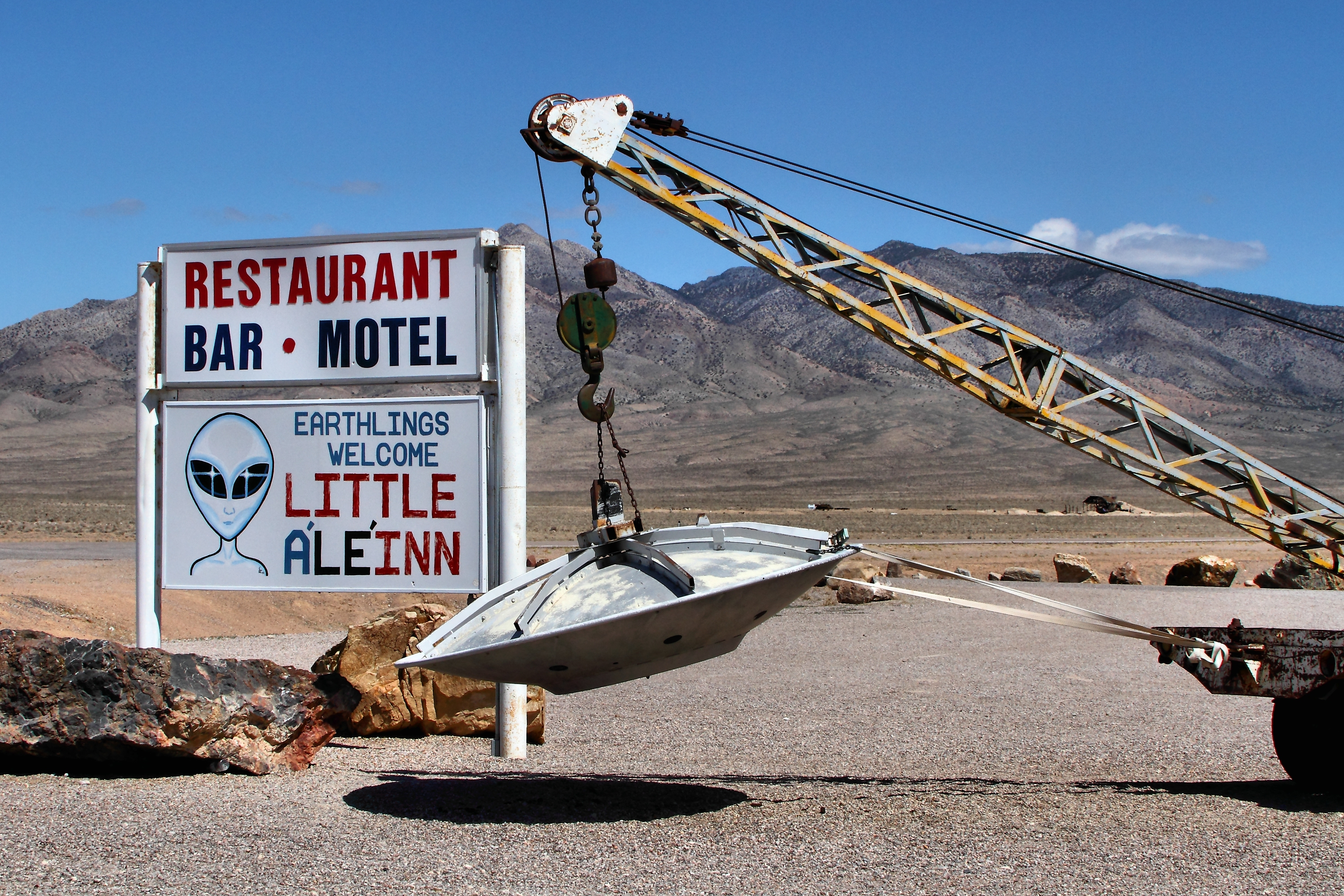
Little A'le'Inn em Rachel, Nevada.

A base já foi vista em séries e filmes como CSI: Crime Scene Investigation, Os Simpsons, Futurama, Coragem o Cão Covarde, Family Guy, Johnny Test (Área 51.1), American Dad, Scorpion, Arquivo X, Knight Rider, Taken, Seven Days, Star Trek: Deep Space Nine, Kim Possible, Transformers, Stargate SG-1, Groom Lake, Looney Tunes: De Volta À Ação, Monstros vs. Aliens, Hellboy, ZOOM, Independence Day, American Horror Story: Double Feature (Death Valley) e em Indiana Jones e o Reino da Caveira de Cristal.[carece de fontes?]
A base militar também já foi retratada  ou citada em desenhos, como X-Men Evolution, Megas XLR, Rick and Morty e em Jovens Titãs, além de videogames,
jogos de computador e de RPG, como Deus Ex; Duke Nukem 3D; Microsoft Flight Simulator X; Tomb Raider III; Perfect Dark; 13 Sentinels: Aegis Rim; The Pandora Directive; Twisted Metal 3; Grand Theft Auto: San Andreas (Área 69); Castle Cat 3; Destroy All Humans!; Crash Bandicoot 3; The Sims 2; Sim City 4; Dead Space; Ben 10: Protetor da Terra;  Call of Cthulhu; World of Warcraft; e Crash Bandicoot: Warped.[carece de fontes?]
Já apareceu também em várias histórias da série literária Área 51 (de Dan Brown e Robert Doherty), que conta o que ocorreu após os cientistas da Área 51 terem feito contato com extraterrestres.[carece de fontes?]
A cidade de Rachel, Nevada (a cidade mais próxima da base) possui uma pequena fama por ser "o lar oficial da Área 51". Localizada a três horas de carro a partir de Las Vegas, Rachel recebe um modesto número de turistas por ano, e várias lanchonetes e lojas vendem comida e artigos com temática alienígena. Um pequeno museu vende mapas, fotos, broches e outros artigos, e um bar local, chamado "The Little A'le'Inn", orgulhosamente exibe uma cápsula do tempo recebida de presente pela equipe de produção do filme Independence Day.